# Santa Terezinha
Santa Terezinha là một đô thị thuộc bang Mato Grosso, Brasil. Đô thị này có diện tích 6450,838 km², dân số năm 2007 là 7289 người, mật độ 1,13 người/km².